# Liste von Filial- und Partner-Fußballvereinen des FC Porto
Der Futebol Clube do Porto, kurz FC Porto, gehört zu den bedeutendsten Fußballvereinen Portugals – sowohl auf nationaler als auch auf internationaler Ebene. Der Klub verfügt über eine große Anhängerschaft und zählt mit rund 114.910 Mitgliedern zu den fünfzehn größten Sportvereinen der Welt.
Weltweit entstanden zahlreiche Ableger, die meist von Fans in den ehemaligen portugiesischen Kolonien und Überseegebieten gegründet wurden, darunter in Angola, Mosambik, Kap Verde, Guinea-Bissau und Macau. Viele dieser Vereine existieren bis heute und fungieren als Partner-, Filial- oder Farmteams des FC Porto.
Stand 2025 gibt es 95 offizielle Clubhäuser, sowie 72 Filalmannschaften weltweit.

## Vereinswappen-/Identität

Seit 1922 (In der Form)

### Vereinswappen vom FC Porto
Das Logo des FC Porto vereint Fußballtradition mit starker Symbolik aus der Stadt Porto und Portugal. Im Hintergrund bildet ein blauer Fußball die Basis, auf dem in großen weißen Buchstaben die Initialen „FCP“ für Futebol Clube do Porto stehen. Im Zentrum befindet sich ein heraldisches Wappen, das zahlreiche Elemente aus dem Stadtwappen von Porto und aus der portugiesischen Geschichte aufgreift. Bekrönt wird es von einer goldenen Krone, aus der ein grüner Drache emporragt, der ein rotes Banner mit der Aufschrift „Invicta“ trägt – ein Beiname der Stadt Porto, der „die Unbesiegte“ bedeutet. Innerhalb des Wappens finden sich die klassischen Symbole Portugals, darunter die fünf blauen Schilde mit weißen Punkten, die sogenannten „Quinas“, sowie rote Felder mit goldenen Burgen. Zugleich ist auch die Stadt Porto repräsentiert, etwa durch die Darstellung der Jungfrau Maria mit dem Jesuskind zwischen zwei schwarzen Türmen. Den unteren Abschluss bildet der Orden des Turms und des Schwertes, die höchste portugiesische Auszeichnung. Mit seiner Farbvielfalt aus Blau, Rot, Gold, Grün und Weiß wirkt das Emblem besonders prägnant und verbindet sportliche Identität mit historischem Stolz.

### Vereinswappen von Filalmannschaften
Filialvereine des FC Porto greifen häufig auf das seit 1922 etablierte Vereinswappen zurück, das als Vorlage dient und nur in Details abgewandelt wird. In den meisten Fällen wird lediglich der Schriftzug „FCP“ im blauen Ball durch das Kürzel des jeweiligen Vereins ersetzt, während das zentrale Wappen mit den portugiesischen Symbolen und der Jungfrau Maria durch ein regional passendes Emblem ausgetauscht wird. Beim FC Amares ging man sogar noch weiter, indem der markante Drache durch einen Ritterhelm ersetzt wurde. Manche Vereine wie der FC Arouca oder der FC Derby entwickelten hingegen eigenständigere Versionen, behielten aber bestimmte Grundformen und charakteristische Elemente des FC Porto bei.
Andere Klubs, etwa der FC Vizela, der FC Pampilhosa oder der FC Famalicão, orientieren sich zwar nicht an der klassischen Wappenform, übernehmen jedoch die blau-weißen Vereinsfarben. Wiederum Vereine wie der FC Vinhais, der FC Penafiel oder im Laufe der Zeit auch der FC Paços de Ferreira entschieden sich für individuelle Wappen und andere Farben. Ohne den historischen Hintergrund wäre kaum zu erkennen, dass es sich dabei ursprünglich um Filialvereine des FC Porto handelt.
Im Gegensatz zu Benfica, Sporting oder Belenenses, deren Filialvereine durch Namenszusätze deutlich erkennbar sind, verzichtet der FC Porto auf ein einheitliches Alleinstellungsmerkmal im Vereinsnamen. Auffällig ist lediglich, dass die meisten dieser Vereine die Abkürzung „FC“ beibehalten.

## Filialmannschaften
| NR | Verein                  | Logo | Land               | Geschichte |
| -- | ----------------------- | ---- | ------------------ | --- |
| 6  | FC Pampilhosa           |      | Portugal           | |
| 15 | FC Samel                |      | Portugal           | |
| 40 | FC Arouca               |      | Portugal           | |
| 63 | Arrifana Dragons        |      | Portugal           | |
| 70 | FC Santa Joana          |      | Portugal           | |
| 4  | FC Famalicao            |      | Portugal           | In der Saison 1938/39 änderte der Verein seine Trikotfarben von Grün-Weiß auf Blau-Weiß. Diese Entscheidung wurde mit dem Ziel getroffen, eine offizielle Filialmitgliedschaft beim FC Porto zu erlangen. Dazu kam es jedoch nicht, und so blieb er lediglich als Filiale Nr. 4 des Vereins.   |
| 13 | FC Vizela               |      | Portugal           | |
| 16 | FC Amares               |      | Portugal           | |
| 11 | CF Carrazeda de Ansiães |      | Portugal           | |
| 21 | FC Vinhais              |      | Portugal           | |
| 8  | FC Oliveira do Hospital |      | Portugal           | |
| 68 | FC Figueira da Foz      |      | Portugal           | |
| 9  | FC São Luís             |      | Portugal           | |
| 50 | FC Bias                 |      | Portugal           | |
| 10 | União FC Arcozelo       |      | Portugal           | |
| 67 | FC Porto da Guarda      |      | Portugal           | |
| 31 | FC Caldas               |      | Portugal           | |
| 14 | FC Lisboa               |      | Portugal           | |
| 1  | Varzim SC               |      | Portugal           | Erste Filale vom FC Porto und trägt deshalb die Nummer 1. |
| 3  | SC Nun'Alvares          |      | Portugal           | |
| 7  | FC Infesta              |      | Portugal           | |
| 18 | CF São Félix da Marinha |      | Portugal           | |
| 20 | FC Pedras Rubras        |      | Portugal           | |
| 25 | Imperial SC Sobreirense |      | Portugal           | |
| 26 | FC Lixa                 |      | Portugal           | |
| 27 | FC Cête                 |      | Portugal           | |
| 32 | FC Penafiel             |      | Portugal           | |
| 35 | FC Paços de Ferreira    |      | Portugal           | Der Verein trägt grün-gelbe Trikots, da dies die Farben der Gemeinde Paços de Ferreira sind . Zwischen 1962 und 1981 waren die Trikots jedoch blau-weiß, da der Verein eine Tochtergesellschaft des Futebol Clube do Porto war . Die Mitglieder stimmten jedoch für eine Änderung der Trikots. |
| 36 | FC Alpendorada          |      | Portugal           | |
| 37 | ADR Ponte Rio Tinto     |      | Portugal           | |
| 38 | FC Ramalde              |      | Portugal           | |
| 39 | FC Lapa                 |      | Portugal           | |
| 58 | ADIFC Ribas             |      | Portugal           | |
| 62 | FC Cerco do Porto       |      | Portugal           | |
| 12 | FC Fontelas             |      | Portugal           | |
| 24 | SC Régua                |      | Portugal           | |
| 2  | GD Resende              |      | Portugal           | |
| 33 | FC Ranhados             |      | Portugal           | |
| 34 | CF de Carregal do Sal   |      | Portugal           | |
| 22 | Marítimo SC             |      | Portugal (Azoren)  | |
| 23 | UD Praiense             |      | Portugal (Azoren)  | |
| 54 | FC Flamengos            |      | Portugal (Azoren)  | |
| 28 | FC Bom Sucesso          |      | Portugal (Madeira) | |
| 44 | FC La Portugaise Porto  |      | Frankreich         | |
| 48 | FC Portugueses          |      | Frankreich         | |
| 51 | FC Porto Luxembourg     |      | Luxemburg          | |
| 43 | FC Porto Venezuela      |      | Venezuela          | |
| 5  | FC Luanda               |      | Angola             | |
| 29 | FC Cabinda              |      | Angola             | |
| 71 | FC Uíge                 |      | Angola             | |
| 65 | FC Derby                |      | Kap Verde          | |
| 19 | FC Tombali              |      | Guinea-Bissau      | |
| 30 | FC Canchungo            |      | Guinea-Bissau      | |
| 72 | Hafia FC Bafatá         |      | Guinea-Bissau      | |
| 59 | FC Porto Macau          |      | Macau              | |
| 53 | FC Porto of London      |      | England            | |

## Inspirierte Namen/Wappen
| Verein                             | Logo | Land                  | Geschichte                                              |
| ---------------------------------- | ---- | --------------------- | ------------------------------------------------------- |
| FC Porto Taibesse                  |      | Osttimor              | Je nach Quelle ein Filalverein vom FC Porto oder nicht. |
| Sport Clube dos Portos de Bissau   |      | Guinea-Bissau         |                                                         |
| FC Lobito                          |      | Angola                |                                                         |
| FC Moxico                          |      | Angola                |                                                         |
| Independente Sport Clube (Tômbwa)  |      | Angola                |                                                         |
| FC Porto Hamburg                   |      | Deutschland           | Portugisischer Migratenverein in Hamburg                |
| Ases Futebol Clube                 |      | Portugal              |                                                         |
| Desportivo Porto Real Nova Geração |      | São Tomé und Príncipe |                                                         |
| ADC Santo Domingo                  |      | Portugal              |                                                         |